# Blera confusa
Blera confusa är en tvåvingeart som beskrevs av Johnson 1913. Blera confusa ingår i släktet stubblomflugor, och familjen blomflugor. Inga underarter finns listade i Catalogue of Life.